# Muzej Tūhura Otago
Muzej Tūhura Otago je v bližini središča mesta Dunedin na Novi Zelandiji, poleg kampusa Univerze Otago. Muzej ima eno največjih zbirk na Novi Zelandiji in je ena glavnih znamenitosti mesta. Naravoslovni primerki in humanistični artefakti iz regije Otago in po vsem svetu so osnova za dolgoročne razstave v galerijah. Interaktivni znanstveni center v muzeju vključuje veliko, poglobljeno hišo metuljev v tropskem deževnem gozdu.
Leta 2022 je muzej dobil maorsko ime Tūhura, kar pomeni 'odkrivati, raziskovati in raziskovati', uradno ime pa je bilo spremenjeno v Muzej Tūhura Otago.

## Zgodovina

### Izvor
Ime Otago Museum je prvi uporabil James Hector za opis svojih geoloških zbirk, ki so bile razstavljene na novozelandski razstavi leta 1865 v Dunedinu. Nekatere od teh zbirk so bile jedro muzeja Otago, ki je bil prvič odprt za javnost 12. septembra 1868. Muzej je bil prvotno v stavbi Dunedin Exchange na Princes Street. Ko je zbirka začela rasti, je kmalu postalo jasno, da je potrebno večje, namensko zgrajeno mesto; temelj je bil postavljen na mestu sedanje Velike kraljeve ulice decembra 1874. Avgusta 1877 je bila odprta nova stavba, ki je še danes del muzeja. Prvotni vhod v muzej s stebri v dorskem slogu iz kamna Oamaru je še vedno viden na Veliki kraljevi ulici, čeprav je glavni vhod zdaj iz muzejskega rezervata.
Upravljanje muzeja je leta 1877 prešlo na Univerzo v Otagu. Ta dogovor je trajal do leta 1955, ko je bila s sprejetjem zakona o skrbniškem odboru muzeja Otago ustanovljena nova struktura upravljanja.

### Arhitektura in razvoj
Z več kot 100-letno zgodovino na trenutnem mestu je stavba muzeja Historic Places Trust razvrščena kot zgodovinski kraj 1. kategorije.
Prvi večji dodatek k prvotni stavbi muzeja na mestu Great King Street je bilo krilo Hocken, ki so ga odprli leta 1910 in je hranilo zbirko rokopisov dr. Thomasa Hockena. Ta zbirka je zdaj osnova zbirk Hocken. Drugo novo krilo, imenovano po dobrotniku Williju Felsu, je bilo odprto leta 1930 in danes hrani galeriji People of the World in Tangata Whenua. Nadaljnja širitev muzeja se je zgodila leta 1963, ko so odprli krilo Centennial Wing, da bi zagotovili dodaten razstavni prostor. Z vsemi temi ločenimi dogodki je muzej večkrat povečal prvotno tlorisno površino, kar je povzročilo zapleteno postavitev več notranje povezanih kril.
Večstopenjski projekt prenove v 1990-ih in 2000-ih je to večinoma rešil z dodatkom arhitekta Teda McCoya, ki je spektakularno integriral osrednji atrij. Prenovljen je bil tudi prostor za shranjevanje zbirke s posebnimi policami in okoljsko nadzorovanimi skladišči. Projekt prenove je dosegel mejnik leta 2002, ko je Sir Edmund Hillary skupaj z generalno guvernerko (takrat Dame Silvia Cartwright) in premierko (takrat Helen Clark) odprl galerijo Southern Land, Southern People.
Muzejsko interaktivno znanstveno središče Discovery World je bilo odprto leta 1991. Med prenovo so ga iz prvotnega pritličja preselili v prvo nadstropje. Tropski gozd, poglobljeno okolje deževnega gozda metuljev, ki predstavlja tropsko floro in favno, je bil odprt kot pomemben dodatek k znanstvenemu središču leta 2007. Tropski gozd Discovery World je sam po sebi postal pomembna atrakcija za obiskovalce. Leta 2015 je bil znanstvenemu centru dodaten planetarij. V letu 2017 je bil znanstveni center nadalje prenovljen in decembra istega leta odprt kot 'Tūhura Otago Community Trust Science Center'.
Leta 2013 je bila odprta prenovljena zgodovinska stavba iz modrega kamna v Muzejskem rezervatu, ki služi kot razstavni prostor in dodatno muzejsko prizorišče. Stavba, ki se zdaj imenuje H. D. Skinner Annex po direktorju muzeja Harryju Skinnerju, je bila prej pošta.

### Muzejska zbirka
Na področju naravoslovja so muzejski fondi primerkov žuželk in tipov mednarodno pomembni, saj zbirke pajkov vključujejo primerke iz širšega pacifiškega območja ter reprezentativno zbirko pajkovcev z vsega sveta. Primerkov morskih nevretenčarjev je okoli 40.000, hranijo pa 30.000 primerkov ptic (vključno z gnezdi in jajci). Zbirka moe je med najboljšimi na svetu, z dvema od treh popolnih jajc moa na svetu, Ettrick Egg in First Earnscleugh Egg.
Na humanističnem področju ima zbirka prednosti tako v vsakdanjih kot umetniških predmetih iz vse Mikronezije, Melanezije, Polinezije in Avstralije, pa tudi v obsežni zbirki taoke Māori. Iz preostalega sveta široke etnografske zbirke vključujejo posebej pomembne zbirke rezilnega orožja in oklepov iz Indije, starodavne kovance iz klasičnega sveta, islamsko keramiko in utežilnike Ashanti. Muzej ima v svoji zbirki tudi okoli 150 klinopisnih ploščic in napisov, največjo znano zbirko te vrste na južni polobli. Hranijo se tudi obsežne zbirke lončarstva, nakita, kostumov, steklenih izdelkov, ur, pohištva, znamk, pušk, fotoaparatov in kamnitih orodij.

## Galerije in razstave
Muzej Otago ima sedem dolgoročnih galerij:
- Južna dežela, južni ljudje: geološka in naravna zgodovina Otaga; naravni viri, kot jih uporabljajo prebivalci juga; osrednja razstava je fosil pleziozavra, ki velja za največji fosilni primerek Nove Zelandije.
- Tangata Whenua: Māori taoka (zakladi/artefakti), s poudarkom na južnih Maorih.
- Galerija narave: naravoslovni primerki in zgodbe iz Otaga, vključno z zgodovinsko dioramo moa.
- Antično živalsko: viktorijansko navdihnjena zoološka galerija s skoraj 3000 zgodovinskimi primerki, vključno z leva iz Lawrenca, samcem in samico leva, ki sta pobegnila iz potujočega cirkusa v mestu Lawrence leta 1978.[11]
- Ljudje sveta: humanistični artefakti z vsega sveta, vključno s staroegipčansko mumijo.
- Pacifiške kulture: maske, orodja, orožje in več z otokov in kultur Polinezije in Melanezije.
- Pomorska galerija: pomorska zgodovina Otaga in Nove Zelandije z več kot 50 modeli ladij in zgodovinskim okostjem brazdastega kita.

Poleg galerij je še Znanstveni center Tūhura Otago Community Trust, muzejsko interaktivno znanstveno središče. 
Center ima dva različna dela: prvi raziskuje znanost (predvsem fiziko in tehnologijo) prek interaktivnih eksponatov; drugi je poglobljena izkušnja deževnega gozda. Znan kot Tropski gozd, hrani na stotine eksotičnih živih metuljev ter druge tropske flore in favne v trinivojskem okolju s šestmetrskim slapom.

### Razstave
Muzejska velika galerija za posebne razstave na 1. ravni je njegov glavni razstavni prostor za občasne razstave o širokih temah. Začasne razstave so prikazane tudi v drugih delih muzeja, vključno z atrijskim koncem galerije People of the World. Nekatere razstave so pripravljene v muzeju, druge pa gostujejo od drugod po Novi Zelandiji ali po svetu. Združenja in partnerstva z mednarodnimi muzeji so v Otago prinesla razstave svetovnega formata, razstave muzeja Otago pa so dosegle široko občinstvo. Na primer, muzej v Šanghaju je leta 2008 poslal The Emperor's Dragons muzeju Otago; z motivi zmaja kot temo je razstava vključevala starodavne artefakte, ki jih zunaj Kitajske še nikoli ni bilo. Kot izmenjavo razstave je muzej Otago leta 2011 v Šanghaj poslal Te Ao Māori: Māori Treasures iz muzeja Otago na Novi Zelandiji. To je bila prva razstava maorskih artefaktov v kitajskem muzeju. Te Ao Māori je obiskalo več kot 600.000 ljudi.

## Skupnostni programi in izobraževanje
Na tisoče dijakov vsako leto obišče muzej Otago zaradi programov, ki temeljijo na učnem načrtu in so povezani z galerijami ali razstavami. Muzej ponuja tudi priljubljen program 'spanje' za šolske skupine. Prenosni planetarij (Starlab) ponuja astronomske izkušnje na kraju samem ali v šolah v regiji.
Muzej Otago organizira tudi široko paleto skupnostnih programov in dogodkov, ki dopolnjujejo razstave in galerije. Ponudbe, ki so pogosto brezplačne, vključujejo družinske zabavne dneve, delavnice, gostujoče govornike, filmske projekcije, dejavnosti za otroke in dnevne pogovore v galeriji. Muzej navaja prihajajoče programe na svoji spletni strani.

## Nagrade
- Dejavnost obiskovalcev, ki jo je potrdil Qualmark[13]
- Status Qualmark Gold
- Zmagovalec šestih novozelandskih turističnih nagrad, vključno z najboljšo turistično atrakcijo in dejavnostjo na Novi Zelandiji
- Dobitnik petih nagrad za poslovno odličnost Westpac/Otago Chamber of Commerce, vključno z nagrado Supreme Business Award leta 2004[14]